# Morris Operation
Morris Operation im Grundy County, Illinois, Vereinigte Staaten, ist ein Endlager für hoch-radioaktiven abgebrannten Kernbrennstoff. Es ist im Besitz von GE Hitachi Nuclear Energy und befindet sich in der Nähe von Morris (Illinois), und enthält derzeit 772 Tonnen Abfall. Der Standort liegt unmittelbar südwestlich des Kraftwerks Dresden. Verbrauchte, abgebrannte Kernbrennelemente werden dort reaktorfern, in Abklingbecken aufbewahrt. In den Lagerbecken des Morris-Operation-Lagers befinden sich hochradioaktive Abfälle aus den Kernkraftwerken Haddam Neck, Cooper, Dresden (Illinois), Monticello und San Onofre.